# Embalse del Gergal
El embalse de Gergal pertenece a la cuenca hidrográfica del Guadalquivir y se encuentra ubicado en la provincia de Sevilla, en la confluencia del río Rivera de Huelva con el río Rivera de Cala. Su construcción fue realizada por EMASESA, empresa metropolitana de abastecimiento y saneamiento de aguas de Sevilla. Se comenzó su explotación en 1979.
Situado en las cercanías de la ciudad de Sevilla, entre los pueblos de Castilblanco de los Arroyos y Guillena, el embalse sobre el Rivera de Huelva, tiene una capacidad de embalse reducida, 35 hm³, pero con la gran ventaja de aprovechar el desagüe del embalse de Cala y del embalse de la Minilla. Su volumen regulado es de 35 hm³. 

## Características ambientales de la cuenca
- Paisaje: sin elementos destacables.
- Vegetación: comunidades vegetales catalogadas. Vegetación clímax 40%.
- Fauna: especies catalogadas de interés.
- Geología: -
- Hidrogeología: dendrítica.
- Edafología: formaciones de matorral denso con arbolado.